# Pompeu Fabra i Poch
Pompeu Fabra i Poch (n. 20 februarie 1868, La Salud, Catalonia, Spania – d. 25 decembrie 1948, Prades, Languedoc-Roussillon, Franța) a fost un filolog catalan recunoscut ca fiind personalitatea care a pus ordine în limba catalană datorita aportării lui la normarea limbii catalane moderne. Pornind de la o formare cu profil științific (în sensul că a absolvit facultatea de inginerie industrială) a devenit un lingvist care a reformat gramatica și ortografia limbii catalane, sistemul lui ortografic fiind astăzi cel al Institut de Studii Catalane (academia). Pasionat de studiul limbilor străine, i-a acordat atenției și limbii române într-o perioadă în care limba română începea să capete vizibilitate în Europa occidentală.
În anul 1891 editura L'Avenç îi publică gramatica Ensayo de gramática del catalán moderno, în limba spaniolă, opera în care pentru prima dată și cu o metodologie științifică se descrie limba vorbită cu o transcriere fonetică amânunțită. 
În 1906 participă la I Congres Internațional al Limbii Catalane unde prezintă comunicarea Aspecte despre ortografia limbii catalane (Qüestions d'ortografia catalana). Prestigiul lui intelectual a căpătat recunoștință, astfel încât Prat de la Riba îi propune să conducă proiectul de normarea limbii catalane. Cu această ocazie a fost numit membru fondator al Secției Filologice al Institutului de Studii Catalane (Academia Catalană). În 1912 edită o gramatică a limbii catalane, încă redactată în spaniolă; după un an de zile publică Normele Ortografice (Normes ortogràfiques, 1913), o vastă reformă ortografică, aprobată și promovată de către Institutul de Studii Catalane. Aceste reforme au provocat adeziuni aprinse dar și un curent de opinie contrar acestora. Unul dintre punctele de bază al ortografiei fabriene a fost respectul pentru pronunția în diferitele graiuri și etimologia cuvintelor. Dicționarul ortografic (Diccionari ortogràfic, 1917) completează Normele din 1913.
Începând cu anul 1918, odată cu publicarea Gramaticii catalane (Gramàtica catalana), declarată oficială, deschide o etapă care se termină în 1932 cu publicarea Dicționarului General al Limbii Catalane (Diccionari General de la Llengua Catalana). Din același an este Curs de nivel mediu de gramatică catalană (Curs mitjà de gramàtica catalana), conceput pentru școală și reeditat în 1968 cu titlul Introducere la gramatica limbii catalane (Introducció a la gramàtica catalana). Lucrarea Convorbiri filologice (Converses filològiques, 1924) s-au ivit din dorința lui de a promova ideile lui lingvistice. Sunt articole relativ scurte care pun și rezolv probleme foarte frecvente despre limba catalană. Anul următor va publica Principalele greșeli ortografice (Les principals faltes de gramàtica).
Dicționarul din 1932 a fost bazat pe următoarele criterii: excluderea arhaismelor și a cuvintelor răspândite pe arii geografice restrânse, neadmiterea unor cuvinte din alte limbii în locul unor alte cuvinte propii limbii catalane; introducerea și adaptarea în catalană a unor cuvinte de origine latină sau greacă din domenii tehnice cu caracter universal.
După Războiul Civil din Spania Pompeu Fabra va pleca în exil. Pe 31 ianuarie 1939, după cinci zile de când trupele generalului Franco au intrat în Barcelona,  traversează granița cu Franța. A locuit la Paris, Montpeller, Perpignan și până la urmă s-a stabilit în Prada de Conflent, unde va muri pe 25 decembrie 1948. În ultimii ani de viață, în ciuda dificultăților, a tot scris și lucrat și a și terminat o nouă gramatică a limbii catalane, publicată cu titlul postum de către Joan Coromines.